# Ruy Bueno Neto
Ruy, właśc. Ruy Bueno Neto (ur. 11 kwietnia 1978 w Belo Horizonte) – brazylijski piłkarz, występujący na pozycji prawego obrońcy.

## Kariera klubowa
Radamés rozpoczął piłkarską karierę we Américe Mineiro w 1995 roku. W Americe grał do 2001 roku i zdobył z nią mistrzostwo stanu Minas Gerais – Campeonato Mineiro 2001. W tym samym roku przeniósł się do lokalnego rywala – Cruzeiro EC. Zawodnikiem Cruzeiro był do 2006 roku, jednakże w samym Cruzeiro grał jedynie przez dwa sezony w 2002 i 2005 roku. Jedynym sukcesem podczas gry w Cruzeiro było mistrzostwo stanu Minas Gerais – Campeonato Mineiro 2002.
kolejnych latach był regularnie wypożyczany do innych klubów. W 2003 roku był wypożyczony do Guarani FC, a w 2004 i 2005–2006 w Botafogo FR. Z Botafogo zdobył mistrzostwo stanu Rio de Janeiro – Campeonato Carioca 2006. Na początku 2007 roku został zawodnikiem amerykańskiego DC United, jednakże już po dwóch miesiącach powrócił do Brazylii do Figueirense. Rok 2008 spędził w Náutico Recife, a pierwszą połowę 2009 w Grêmio Porto Alegre.
W lipcu 2009 przeszedł do Fluminense FC. Z klubem z Rio de Janeiro dotarł do finału Copa Sudamericana 2009, w którym Fluminense uległo ekwadorskiemu LDU Quito.
W pierwszej połowie 2010 był zawodnikiem trzecioligowej Boavisty Saquarema. Od maja 2010 Ruy występuje w drugoligowym Brasiliense. Z Brasiliense spadł pod koniec 2010 do trzeciej ligi, a w następnym roku wywalczył mistrzostwo Dystryktu Federalnego – Campeonato Brasiliense.